# 神明宮 (掛川市大渕)
神明宮（しんめいぐう、英語: Shimmei Gū）は、静岡県掛川市の神社である。近代社格制度における社格は無格社。

## 概要
静岡県掛川市大渕に鎮座する神社である。豊受皇大神を祀っている。

## 祭神
- 豊受皇大神

## 歴史
豊受皇大神を祀るこの神社は旧暦享保17年に勧請したという記録はあるがその他由緒に関する記録、旧記がなく不明部分が多い。
天照大神の食事の専門受持五穀発生源（遠州横須賀城史談）に次のような物語がある。「藤塚の里の東北に天宮新明大明神がある。昔、社の近くに住んでいた山伏の語りに、大明神は蛇体であった。以前この里の初め頃、大海から浪間を照らして大蛇が寄ってきた。中山太郎と言う人が迎えて、拝みながらよく見ると、山梔子の枝にはらばりついていたので、その木を取って引き上げてこの所に祀った。」。
明治維新後の近代社格制度においては無格社とされていた。